# Самотёка (исторический район)
Самотёка — исторический район Москвы, расположенный к северу от Садового кольца, между Самотёчной и Суворовской площадями.

## Этимология
Получил название по располагавшемуся поблизости Самотецкому или Самотёчному пруду. Пётр Сытин предполагал, что название пруда происходит от медленного течения воды в нём, однако позднее Галина Смолицкая и Михаил Горбаневский определили, что данное слово означает «проточный пруд». Ещё позднее Евгений Поспелов с соавторами и Михаил Вострышев с Юрием Шокаревым подтвердили данный вывод, отмечая, что название «Самотёка» характерно для большого количества рек и прудов с проточной водой.

## История
В XVII веке эта местность называлась Троицкой слободой по располагавшемуся здесь храму Троицы Живоначальной. В районе имелось несколько прудов, среди них — большой пруд на месте современного Екатерининского парка, в который впадали реки Напрудная и Неглинная (которая также иногда называлась в своём верхнем течении Самотёкой). Ниже по течению, за плотиной этого пруда имелась дорога, к югу от которой начинался ещё один пруд, который и назывался Самотёчным или Самотецким — его плотина располагалась в районе современной Самотёчной площади, которую в то время пересекал оборонительный земляной вал. На холме в районе нынешних Самотёчных переулков располагалось несколько небольших рыбных прудов, которые принадлежали  Московскому патриарху, Воскресенскому и Иверскому монастырям, князю Константину Щербатову, стольнику Петру Волынскому, Ивану Пушкину и другим. По обе стороны Самотецкого пруда шли дороги из Москвы в Троицкую слободу, но бо́льшая часть земель не была застроена, её занимали преимущественно огороды.

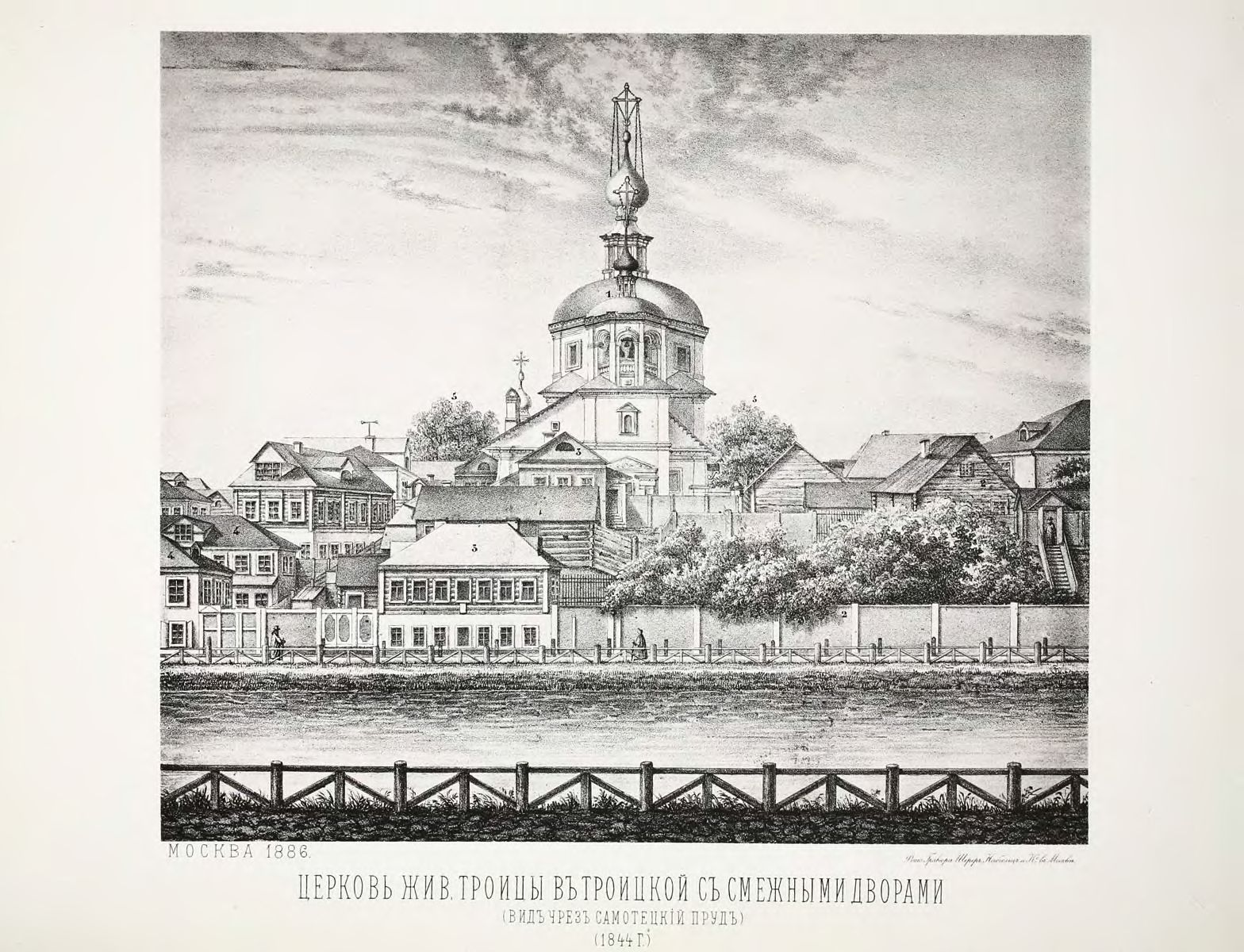
Церковь Живоначальной Троицы в Троицкой слободе. Вид через Самотецкий пруд. 1844

В конце XVIII века местность начала застраиваться, земли перешли в собственность князей Волконских, сенатора Аркадия Нелидова, княгини Екатерины Долгоруковой. В 1799 году верхний пруд был осушен, нижний частично засыпан и приобрёл прямоугольную форму. Русло Неглинной было изменено и смещено на восток, по современному Цветному бульвару. Самотёчной улице были выстроены дома, появились и дома на одноимённой площади, среди них выделялось поместье директора московского архива Алексея Малиновского. Во время пожара 1812 года практически все строения на Самотёке сгорели. В последующие годы пожарище активно застраивалось новыми одно-двухэтажными деревянными домами, принадлежавшими преимущественно купцам. В 1816—1823 годах был срыт земляной вал и засыпан оборонительный ров. В 1818 году в месте слияния Неглинной и Напрудной был основан Екатерининский парк. К 1850 году вокруг него появились дома и проходящие между ними улицы — с юга к нему подходил Самотёчный проезд, к которому примыкали Троицкая улица и два переулка с тем же названием. 

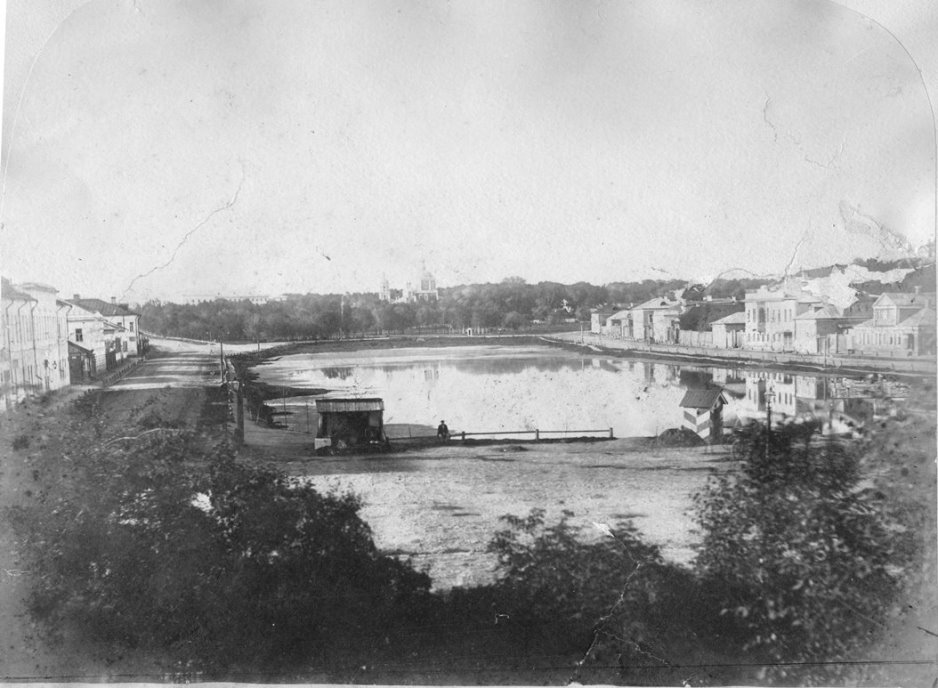
Самотецкий пруд в 1870-х годах

В 1879 году Самотецкий пруд был спущен, на его месте появился Самотецкий сквер (позднее переименованный в бульвар), с запада ограниченный Самотёчной улицей, а с востока — проездом с таким же названием (ныне — часть Олимпийского проспекта). Также были спущены все пруды в верхнем течении Неглинной, сама река была заключена в коллектор, а на этом месте появились 4 Самотёчных переулка и Новосущёвская улица. Из прудов, находившихся в течении Напрудной, остались только те, что располагались на территории Екатерининского парка, на месте остальных прошли Большая и Малая Екатерининские улицы. В 1970-х годах бо́льшая часть исторического района была застроена многоэтажными домами.